# Viss
Viss is een plaats (község) en gemeente in het Hongaarse comitaat Borsod-Abaúj-Zemplén. Viss telt 773 inwoners (2001).